# Desmosom

Schematische Darstellung eines Desmosoms

Desmosomen (altgriechisch δεσμός desmós, deutsch ‚Verbindung‘ und altgriechisch σῶμα sṓma, deutsch ‚Körper‘), auch Macula adhaerens, sind Zellstrukturen in Zellmembranen, die enge scheibenförmige Verbindungen zwischen zwei Zellen herstellen. Sie kommen besonders in Zellen mit intensiver mechanischer Belastung wie Epithelzellen und einigen nicht-epithelialen Geweben, wie beispielsweise der Herzmuskulatur, vor und verbessern den mechanischen Zusammenhalt (Schutz gegen Scherkräfte). Dies geschieht vor allem dadurch, dass sie die zelleigenen Intermediärfilamente mit denjenigen anderer Zellen verbinden. Bei den Epithelzellen sind dies meist die Keratin-Filamente und bei Herzmuskelzellen Desmin-Filamente.
Desmosomen erscheinen wie kugelförmige Verdichtungen an den seitlichen Wänden von Epithelzellen – mit Druckknöpfen oder Nieten vergleichbar. Der Interzellularraum ist an diesen Stellen teilweise leicht verbreitert, da er mit filamentösem Material (Glykoproteinen und Mukopolysacchariden), ähnlich einer Kittsubstanz, gefüllt ist. 
An der Innenseite der Zellmembran finden sich an diesen Stellen plattenförmige Strukturen aus Desmoplakin. In diese sind zahlreiche, aus dem gesamten Zellinneren auf die Stelle zulaufende, nicht kontraktile Fibrillenbündel aus Keratin, die sogenannten Tonofilamente, verankert. Da diese in ihrem weiteren Verlauf die gesamte Zelle durchziehen, verknüpfen sie das Desmosom mit dem Zytoskelett und stabilisieren somit seinen Ort auf der Zelloberfläche.
Durch die Verbindungsstelle (Plaque) hindurch ragen homotypisch bindende Cadherine (Desmoglein und Desmocollin), welche ebenfalls in der Zytoplasmaplatte verankert sind. Sie verbinden sich im interzellulären Raum mit Cadherinen von anderen Zellen und stellen somit eine Verbindung her.
Hemidesmosomen sind desmosomartige Verbindungen, die jedoch nicht zwei gleichartige Zellmembranen ähnlicher Zellen, sondern die Zellmembran einer Zelle mit einer Basallamina verbinden, beispielsweise bei Epithelien.

## Pathologie
Autoantikörper gegen Desmoglein führen zum Krankheitsbild des Pemphigus vulgaris.
Mutationen in einem der Proteine des Desmosomen-Komplexes sind die Auslöser einer Herzmuskelerkrankung mit Rhythmusstörungen, einer Arrhythmogenen Kardiomyopathie, wie dies besonders eine Loss-of-Function-Mutation des Desmoplakin sein kann, das eine entscheidende Rolle in der Zelladhäsion des Desmosomen spielt.
Beim Naxos-Syndrom liegt eine Mutation des JUP-Gens vor, das Plakoglobin codiert und neben der arrhythmogenen Kardiomyopathie mit äußerlichen Veränderungen verbunden ist. 
Auch Mutationen des DES-Gens, das Desmin codiert, sind als Auslöser einer arrythmogenen Kardiomyopathie beschrieben worden.